# Tarentola mauritanica
Il geco dei muri mediterraneo, detto anche geco comune mediterraneo, geco muraiolo o tarantola muraiola (Tarentola mauritanica (Linnaeus, 1758)) è un piccolo sauro della famiglia dei Fillodattilidi, diffuso in gran parte dei Paesi che si affacciano sul mar Mediterraneo.

## Descrizione

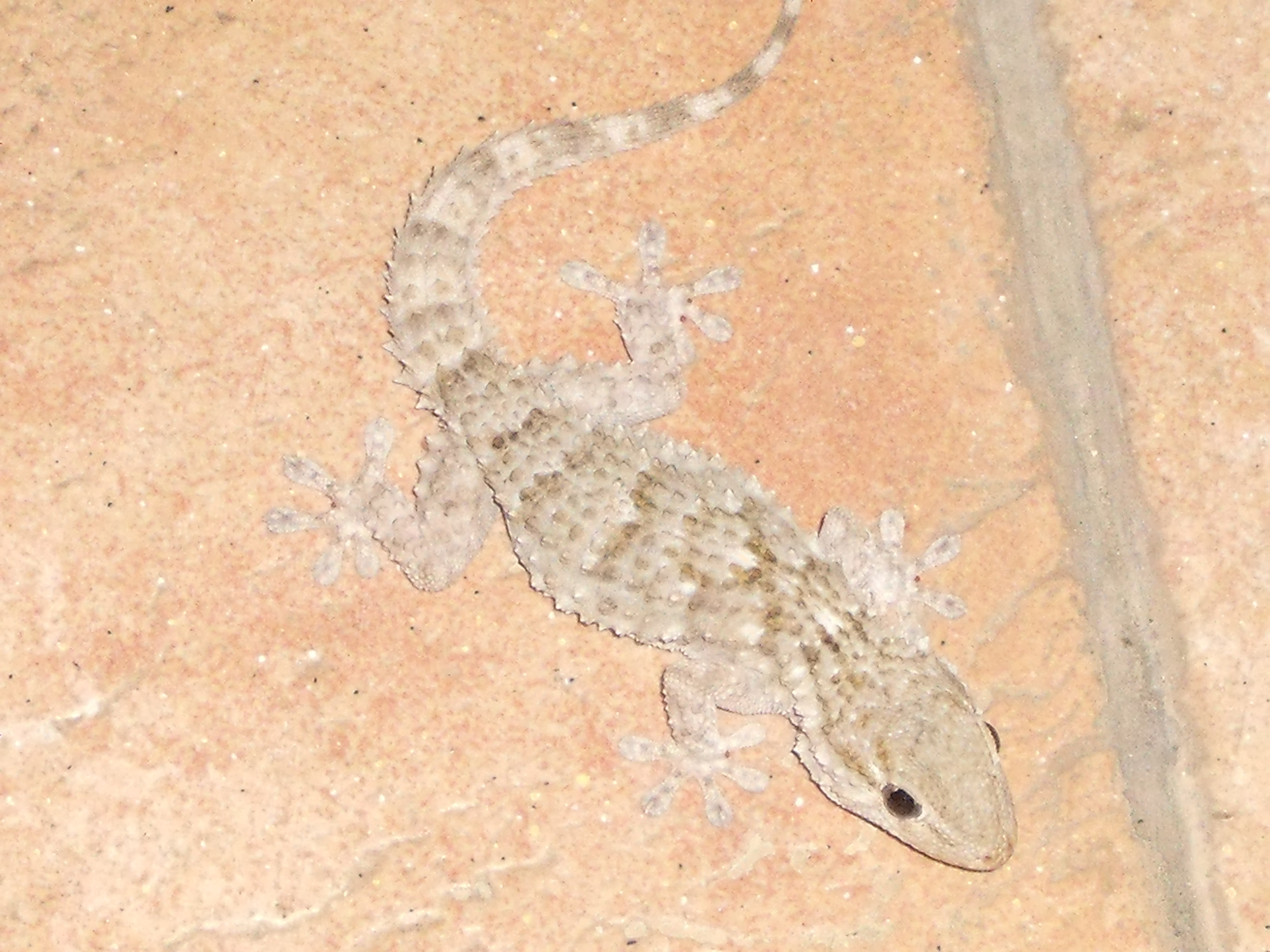
Geco comune (Tarentola mauritanica)

Il geco comune è la specie di geco più grande presente in Europa, potendo misurare da adulto fino ai 15-16 centimetri di lunghezza, coda compresa. Robusto, dal corpo grigio-bruno, piatto e largo e dalla testa anch'essa larga, ha corpo, zampe e coda ricoperti da varie file di tubercoli prominenti che gli conferiscono un aspetto spinoso. Ha una bocca simile a un angolo ottuso, occhi privi di palpebre ma dotati di una membrana trasparente protettiva, con pupilla verticale. La coda presenta delle bande più scure e, se rigenerata dopo essere stata persa per autotomia, è invece liscia e priva di tubercoli. Ha delle barrette con dei grandi sviluppi laterali e nella parte inferiore della faccia delle lamine aderenti divise una dall'altra. Soltanto la terza barretta rimane unita.
Le dita sono allargate alle estremità e provviste di lamelle adesive inferiormente. Esse permettono al geco di muoversi con facilità praticamente su qualsiasi superficie, anche lisce, verticali e perfino sui soffitti. Presenta delle piccole unghie poco visibili, ma solo sulla punta del terzo e del quarto dito.
I suoi colori cambiano d'intensità a seconda della luce. Quando sono attivi di giorno il loro colore è più scuro rispetto a quando sono attivi di notte. Lo si trova in cantieri, rovine, pietraie, tronchi d'albero o muretti a secco.

## Comportamento

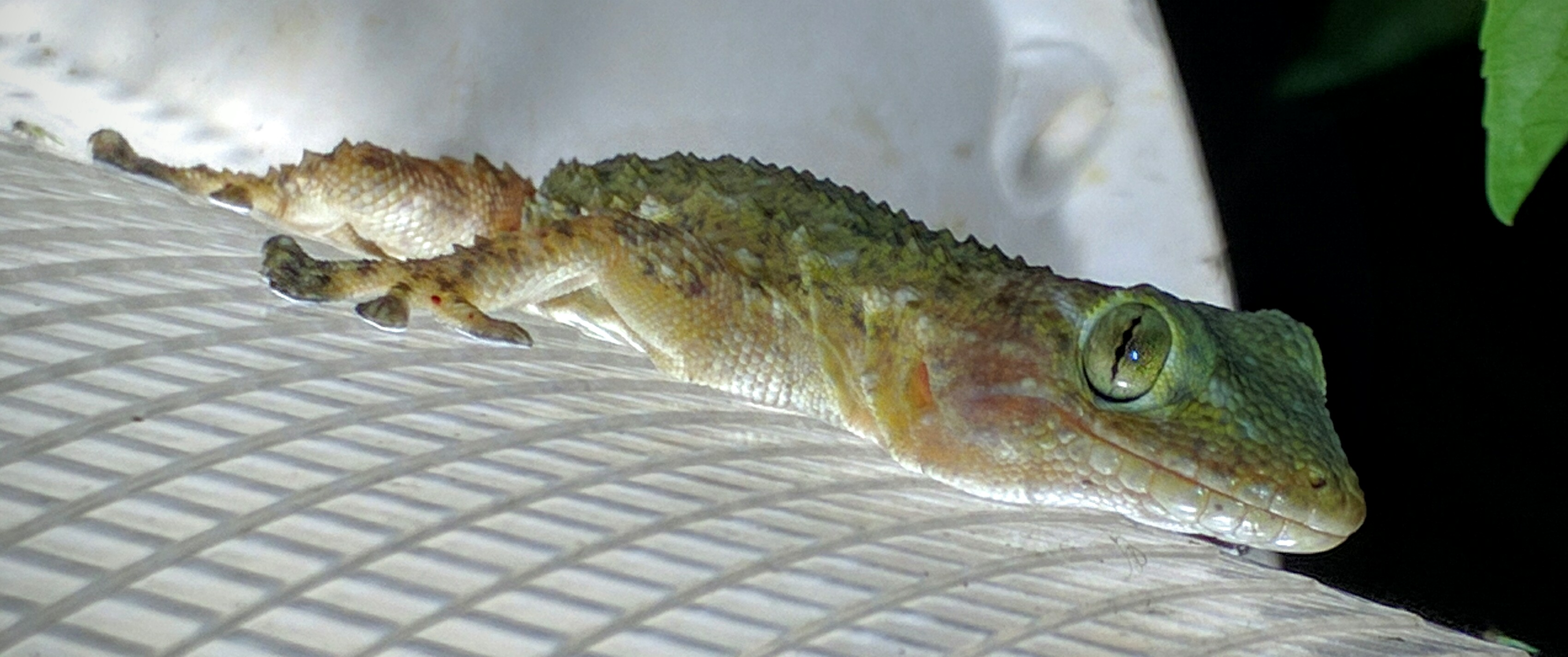
Geco comune illuminato da sotto

Di abitudini notturne o crepuscolari, può diventare attivo anche di giorno nelle soleggiate giornate invernali. Territoriale, può essere facilmente osservato mentre caccia insetti sui muri degli edifici urbani vicino alle fonti di luce. Spesso si possono osservare diversi esemplari anche nel giro di pochi metri, addirittura anche più individui sotto la stessa luce che usano come riparo. Si ciba principalmente di zanzare e ragni, ma anche di altri insetti come falene. Un esemplare adulto è in grado di mangiare fino a 200 zanzare in una notte. La femmina depone due uova quasi sferiche di circa 1 cm di diametro due volte all'anno intorno ad aprile e a giugno. Le nascite avvengono dopo quattro mesi. Tarentola mauritanica raggiunge la maturità sessuale in un periodo di tempo lungo se paragonato ad altri rettili, tra i 4 e 5 anni. Alcune volte all'anno cambia la sua pelle, staccandosela e cibandosene.
Se non viene disturbato (è totalmente innocuo) riesce a vivere nelle case, ma comunque resta un animale selvatico.

## Distribuzione e habitat
È diffuso in tutto il bacino del Mediterraneo, isole incluse, dalla penisola iberica fino allo Ionio e Creta; in più Canarie e Africa settentrionale.
In Italia è presente su tutto il territorio, isole maggiori e minori incluse ma con l'eccezione dell'arco alpino.

## Tassonomia
Comprende le seguenti sottospecie:
- Tarentola mauritanica juliae (Joger, 1984)
- Tarentola mauritanica mauritanica (Linnaeus, 1758)
- Tarentola mauritanica pallida (Geniez et al., 1999)

## Il geco comune in letteratura
Il platidattilo muraiolo è il protagonista del racconto grottesco Le labrene di Tommaso Landolfi (1974). Nel racconto, il protagonista non riesce a liberarsi dal senso di disgusto e di persecuzione che gli provoca questo animale.
Il geco è anche protagonista di uno dei racconti della raccolta Palomar di Italo Calvino (1983).

## Bibliografia

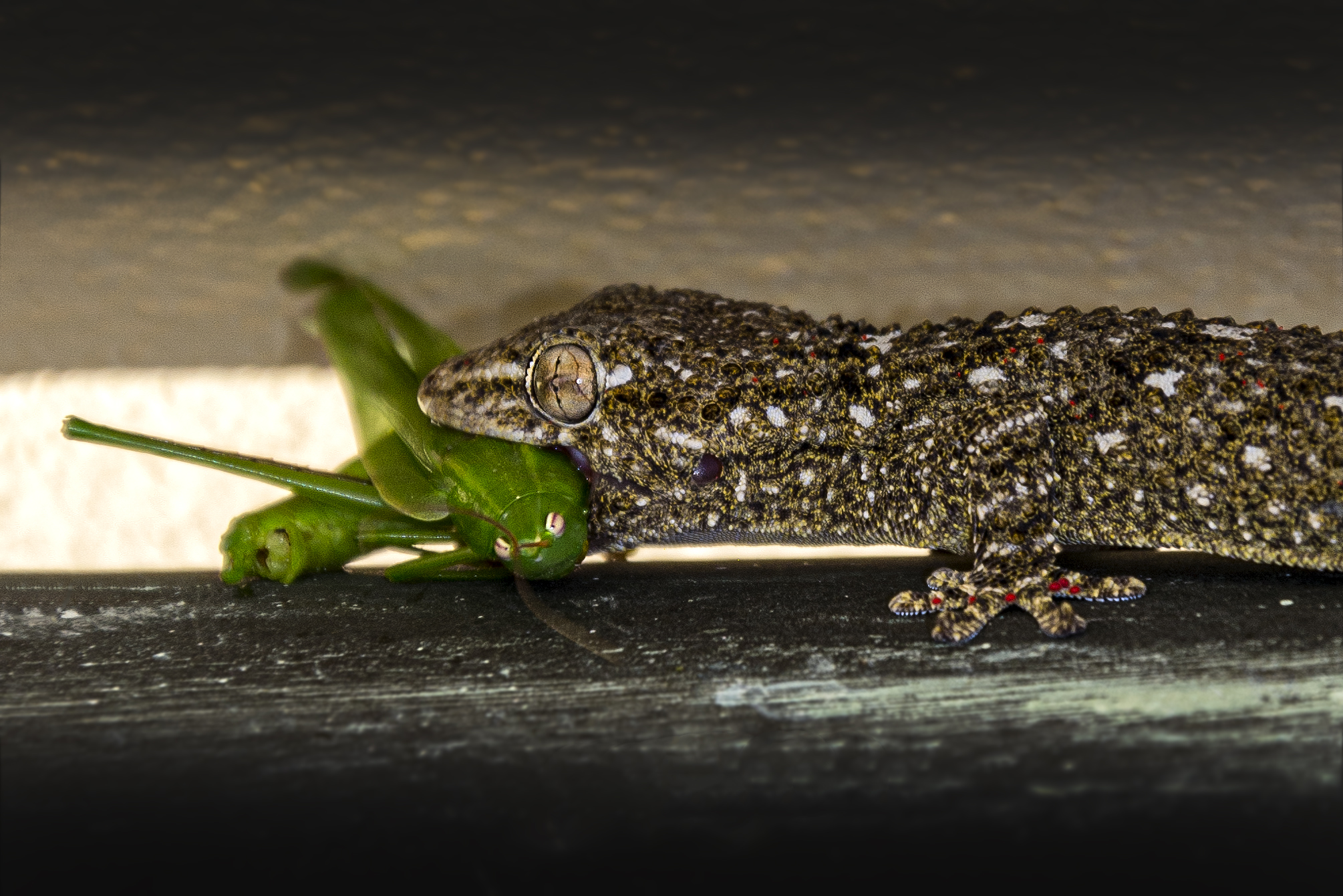
Esemplare che ha catturato una cavalletta